# Herbampulla crassirostris
Herbampulla crassirostris är en svampart som beskrevs av Scheuer & Nograsek 1993. Herbampulla crassirostris ingår i släktet Herbampulla och familjen Magnaporthaceae.   Inga underarter finns listade i Catalogue of Life.